# سمیلی
سمیلی (به چکی: Semily) یک منطقهٔ مسکونی و شهرستان دارای شهرک سابقاً روستا در جمهوری چک است که در ناحیه سمیلی واقع شده‌است. سمیلی ۸٬۷۳۶ نفر جمعیت دارد.